# Покров (городской округ Навашинский)
Покро́в — деревня в городском округе Навашинский Нижегородской области. Входит в состав Большеокуловского сельсовета.

## География
Деревня располагается на левом берегу реки Тёши в 7 км на север от города Навашино на автодороге 22К-0125 Касимов — Нижний Новгород.

## История
Первоначальное основание церкви на этом погосте нужно относить к глубокой древности, несомненно она существовала уже в XV веке. В писцовых книгах 1628-30 годов на Покровском погосте показана церковь Покрова Пресвятой Богородицы с приделами во имя святого Николая Чудотворца, святой мученицы Параскевы Пятницы и святых мучеников Флора и Лавра, рядом стояла старая деревянная церковь тех же святых. В окладных книгах 1676 года при церкви были двор попа Григория, двор попа Иакова, дворы дьячков и пономарев, а также 6 дворов бобыльских. В 1768-71 годах при деревянной Покровской церкви на погосте была построена другая церковь во имя Муромских чудотворцев благоговейного князя Константина и детей его Михаила и Федора. В 1780 году церкви эти сгорели и вместо них построена была деревянная церковь в честь Покрова Пресвятой Богородицы. В 1831 году сгорела и эта церковь и тогда уже началось строительство каменного храма. Трапез была построена и освящена в 1837 году, главный храм — в 1845 году, а окончательно отделан и освящен только в 1861 году. Престолов в храме было два: главный в честь Покрова Пресвятой Богородицы, в приделе теплом во имя Муромских чудотворцев благоговейного князя Константина и детей его Михаила и Федора. При церкви имелась церковно-приходская школа, учащихся в 1896 году было 25. В настоящее время церковь полностью разрушена.
В конце XIX — начале XX века Покровский погост входил в состав Поздняковской волости Муромского уезда Владимирской губернии, с 1926 года — в составе Монаковской волости. В 1859 году на погосте числилось 5 дворов, в 1926 году — 18 дворов.
С 1929 года сельцо Покров-Теша входило в состав Волосовского сельсовета Муромского района Горьковского края, с 1936 года — в составе Горьковской области, с 1944 года — в составе Мордовщиковского района (с 1960 года — Навашинский район) Горьковской области, с 1954 года в составе Большеокуловского сельсовета, с 2015 года — в составе городского округа Навашинский.

## Население
| 1859 | 1905 | 1926 | 2002 | 2010 |
| ---- | ---- | ---- | ---- | ---- |
| 19   | ↘13  | ↗89  | ↘6   | ↘3   |